# Marcus Groß
Marcus Groß (Görlitz, 28 de septiembre de 1989) es un deportista alemán que compite en piragüismo en la modalidad de aguas tranquilas.
Participó en los Juegos Olímpicos de Río de Janeiro 2016, obteniendo dos medallas de oro, en las pruebas de K2 1000 m y K4 1000 m. En los Juegos Europeos de Bakú 2015 consiguió una medalla de plata en la prueba de K2 1000 m. 
Ha ganado 5 medallas en el Campeonato Mundial de Piragüismo entre los años 2009 y 2019, y 11 medallas en el Campeonato Europeo de Piragüismo entre los años 2009 y 2018.

## Palmarés internacional
| Juegos Olímpicos   | Juegos Olímpicos            | Juegos Olímpicos  | Juegos Olímpicos |
| Año                | Lugar                       | Medalla           | Competición      |
| ------------------ | --------------------------- | ----------------- | ---------------- |
| 2016               | Río de Janeiro (Brasil)     | Medalla de oro    | K2 1000 m        |
| 2016               | Río de Janeiro (Brasil)     | Medalla de oro    | K4 1000 m        |
| Campeonato Mundial |                             |                   |                  |
| Año                | Lugar                       | Medalla           | Competición      |
| 2009               | Dartmouth (Canadá)          | Medalla de bronce | K2 500 m         |
| 2013               | Duisburgo (Alemania)        | Medalla de oro    | K2 1000 m        |
| 2015               | Milán (Italia)              | Medalla de oro    | K2 1000 m        |
| 2018               | Montemor-o-Velho (Portugal) | Medalla de oro    | K2 1000 m        |
| 2019               | Szeged (Hungría)            | Medalla de bronce | K2 500 m         |
| Juegos Europeos    |                             |                   |                  |
| Año                | Lugar                       | Medalla           | Competición      |
| 2015               | Bakú (Azerbaiyán)           | Medalla de plata  | K2 1000 m        |
| Campeonato Europeo |                             |                   |                  |
| Año                | Lugar                       | Medalla           | Competición      |
| 2009               | Brandeburgo (Alemania)      | Medalla de bronce | K2 500 m         |
| 2010               | Corvera (España)            | Medalla de oro    | K4 1000 m        |
| 2011               | Belgrado (Serbia)           | Medalla de plata  | K4 1000 m        |
| 2013               | Montemor-o-Velho (Portugal) | Medalla de oro    | K2 500 m         |
| 2013               | Montemor-o-Velho (Portugal) | Medalla de oro    | K2 1000 m        |
| 2014               | Brandeburgo (Alemania)      | Medalla de oro    | K2 1000 m        |
| 2015               | Račice (República Checa)    | Medalla de oro    | K2 500 m         |
| 2015               | Račice (República Checa)    | Medalla de oro    | K2 1000 m        |
| 2016               | Moscú (Rusia)               | Medalla de oro    | K2 1000 m        |
| 2017               | Plovdiv (Bulgaria)          | Medalla de oro    | K2 1000 m        |
| 2018               | Belgrado (Serbia)           | Medalla de plata  | K2 1000 m        |